# Душан Милошевић
Душан Милошевић (Страгари, 1. јун 1894 — Београд, 19. мај 1967) био је српски и југословенски спортиста и олимпијац. Милошевић је био свестран спортиста који се такмичио у атлетици, пливању и фудбалу, а био је и један од оснивача БСК-а из Београда у којем је и играо фудбал.

## Атлетика
Душан Милошевић и Драгутин Томашевић били су први српски олимпијци на Олимпијским играма 1912. одржаним у Стокхолму. Дана 20. маја 1912, победио је на квалификационој трци на 100 метара у Кошутњаку у Београду са резултатом од 12,00 секунди чиме је обезбедио пласман на Олимпијске игре исте године. Наредног месеца, 23. јуна на Олимпијским играма у Стокхолму, Милошевић је стигао као трећи у својој квалификационој групи са временом од 11,6 секунди, али му то није обезбедило пласман у друго коло, јер су даље ишла само прва два такмичара из групе. Да је и обезбедио пласман у следећи круг, не би био способан да се такмичи, јер је имао болове у стомаку.
Душан Милошевић је пренесен у болницу у Стокхолму где је после лекарских испитивања у њековом телу пронађен арсен, што указује да је био трован. У болници, Милошевић је провео неколико седмица, где га је посетио и председник Олимпијског комитета Пјер де Кубертен са својом кћерком. Шведска полиција је започела истрагу о томе како је српски атлетичар био отрован, али се то никада није дознало.

## Фудбал
По повратку у Србију, Милошевић је напустио атлетику и посветио се игрању фудбала за БСК као одбрамбени играч. За време Првог светског рата, био је ухапшен и затворен у заробљеничком логору у Мађаркој.
Душан Милошевић је умро 19. маја 1967. године у Београду где је и сахрањен.